# Oogdruppels

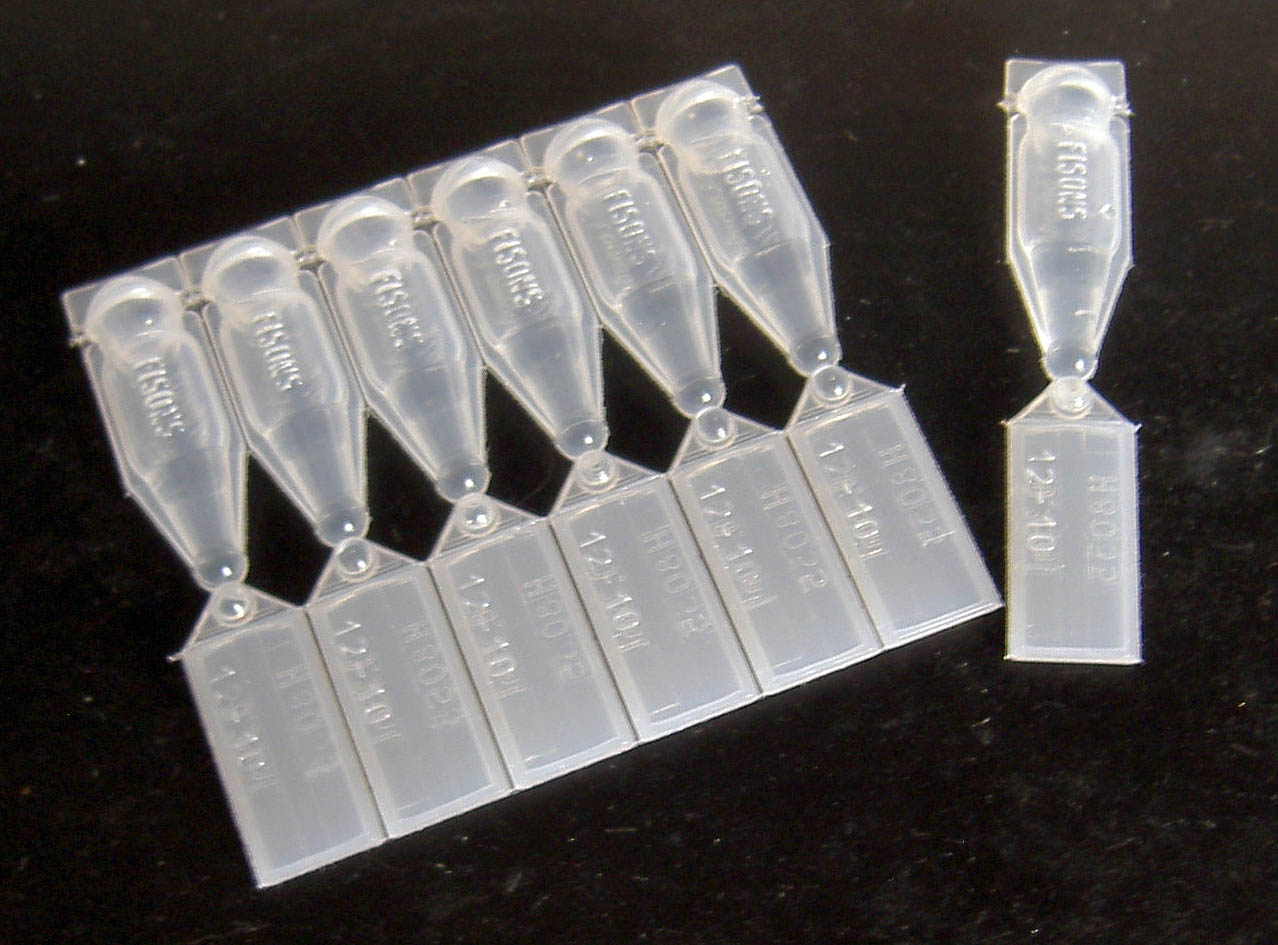
Oogdruppels in zogenaamde minims, voor eenmalig gebruik.

Oogdruppels zijn druppels met een zoutoplossing die oculair kunnen worden toegediend. Afhankelijk van de te behandelen aandoening kunnen oogdruppels onder meer corticosteroïden, antibiotica, antihistaminica, antimycotica of timolol bevatten.

## Indicaties
Deze lijst van medicamenten is onvolledig:
- corticosteroïden zoals dexamethason voor auto-immuunaandoeningen zoals iridocyclitis en om complicaties rondom een operatie te voorkómen,
- antibiotica zoals fusidinezuur, chlooramfenicol, tetracycline.  gentamicine, tobramycine.
- Combinatie van de hier boven genoemde wordt ook op de markt gebracht.
- antivirale middelen zoals aciclovir bij herpes simplex
- Oogdrukverlagende middelen zoals levobunolol timolol; latanoprost
- anti-allergische druppels, zoals cromoglicaat, levocabastine
- middelen met plaatselijke verdoving voor in de behandelkamer van de arts, zoals tropicamide
- pupilverwijders zoals atropine
- kleurstoffen om een vreemd voorwerp te kunnen vinden
- middelen als Vidisic en Dura-Tears om droge ogen tegen te gaan.

## Bijwerkingen
Bijwerkingen van oogdruppels zijn meestal eveneens plaatselijk:
- Corticosteroïden kunnen een herpesinfectie uitlokken
- Corticosteroïden verhogen de oogdruk
- Oogdruppels kunnen geïnfecteerd raken; als vuistregel geldt dat ze na openen een maand houdbaar zijn
- Pupilverwijders kunnen bij een  nauwe kamerhoek een acuut glaucoom uitlokken
- Bètablokkers zoals timololen levobunolol kunnen bij daarvoor gevoelige personen een astma-aanval uitlokken.
- Voor sommige oogdruppels kan allergie ontstaan.

## Wijze van inbrengen

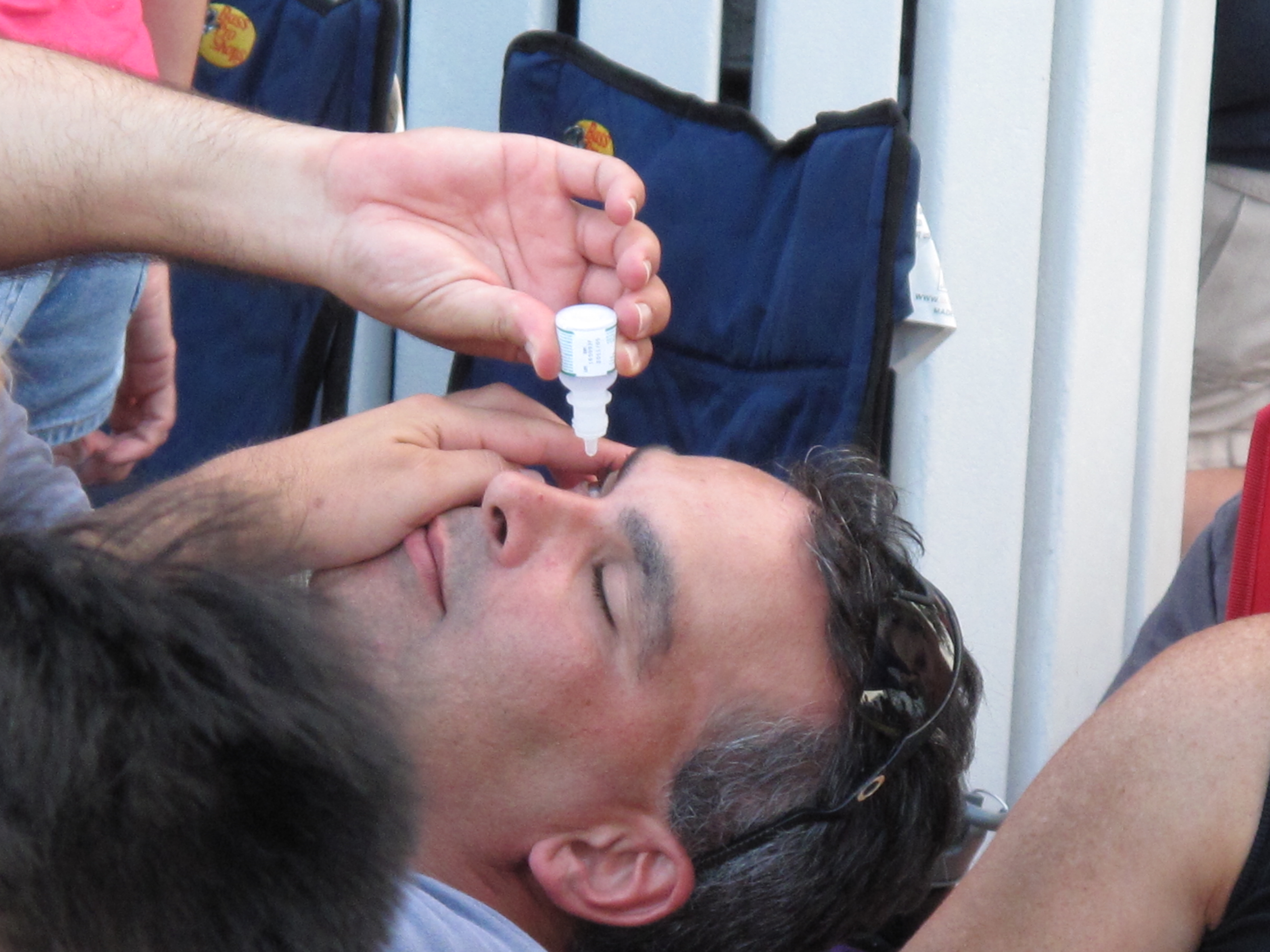
Toepassing van oogdruppels.

De patiënt doet het hoofd iets achterover, het onderooglid wordt wat naar beneden getrokken, de patiënt kijkt omhoog en eventueel wordt het traanpuntje dichtgedrukt. Vervolgens worden er een paar druppels tussen het oogwit en het onderste ooglid gebracht. Men hoeft niet bang te zijn dat er te veel druppels worden toegediend, alleen de sterkte, de concentratie telt.
Daarnaast is de frequentie van toediening van belang. Druppels moeten vaak frequent worden toegediend. Zalf belemmert het zien. Daarom zijn sommige producten een soort gel, een tussenvorm (Terra-Cortril; Fucithalmic).